# 9. korstog
Det niende korstog fandt sted i 1271–1272.
Den kommende kong Edvard 1. af England startede det sidste af hovedkorstogene i 1271, efter at han havde forsøgt at tilslutte sig det ottende korstog under Ludvig den 9. af Frankrig. Prins Edvard opnåede kun lidt i Syrien, og han trak sig tilbage efter at have indgået en våbenhvile i 1272. Kong Edvard vendte dog først hjem til England i 1274.

## Slutningen på korsfarerrigerne
Antiokia var faldet i 1268, Tripoli faldt i 1289 og med Acres fald i 1291 forsvandt den sidste rest af korsfarerstaterne. 
 Der er for få eller ingen kildehenvisninger i denne artikel, hvilket er et problem. Du kan hjælpe ved at angive troværdige kilder til de påstande, som fremføres i artiklen.